# Objawienia Boga Ojca

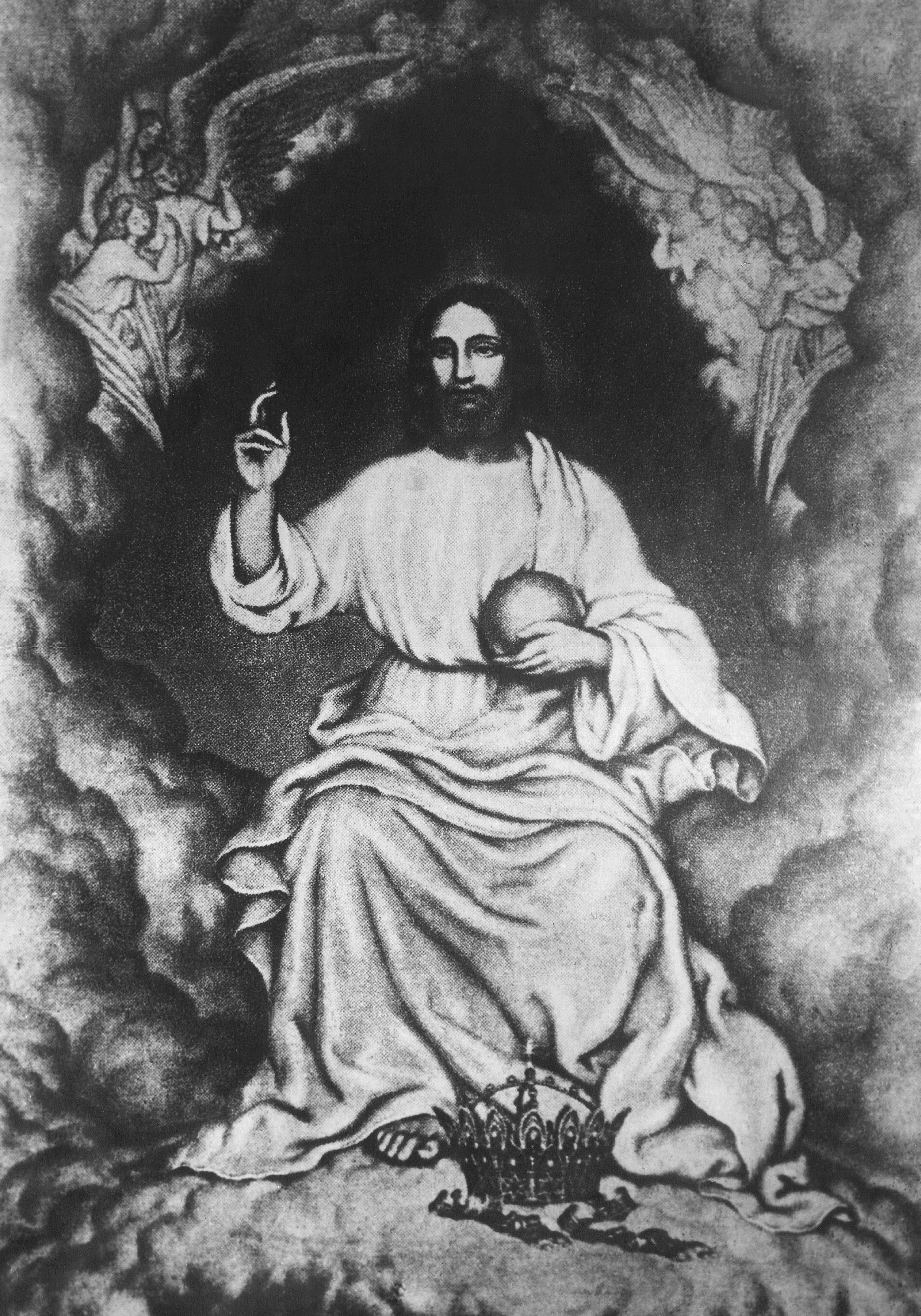
Obraz Boga Ojca według wizji siostry Eugenii Elisabetty Ravasio (reprodukcja z ok. 1936)

Objawienia Boga Ojca – orędzia przekazane przez s. Eugenię Elisabettę Ravasio w 1932 roku we Francji, będące jedynymi prywatnymi objawieniami, których bezpośrednim podmiotem jest Bóg Ojciec, uznanymi w Kościele katolickim przez miejscowego ordynariusza.

## Przebieg
Siostra Eugenia Ravasio, pochodząca z Włoch, nowicjuszka Sióstr Misjonarek Matki Bożej Apostołów, przebywająca w domu macierzystym zgromadzenia w Vénissieux koło Lyonu i zajmująca się pracami fizycznymi, latem 1932 roku, podczas osobistych modlitw, doznała prywatnego objawienia (łac. apparitio), którego treścią były orędzia od Boga Ojca skierowane do chrześcijan, papieża, lokalnego biskupa i całej ludzkości. Orędzia te zapisała w dwóch zeszytach: pierwszym rozpoczętym datą 1 lipca w liturgiczne święto Najdroższej Krwi Chrystusa, a drugi 12 sierpnia tego roku, które są datami początków dwóch objawień. Kopie zeszytów otrzymał biskup Alexandre Caillot, jako miejscowy ordynariusz diecezji Grenoble i jeden z adresatów orędzi. Cały tekst objawień został przez siostrę spisany w języku łacińskim, prawie jej nieznanym.

## Treść

### Naprawa obrazu Ojca
Zasadniczym i najobszerniejszym tematem orędzi jest kwestia obrazu Boga Ojca w mentalności chrześcijan. Zawierają one krótką historię zbawienia oraz wersety o Ojcu z Ewangelii, w celu ukazania ojcowskiej miłości Boga do ludzi. Stawiają im, zwłaszcza katolikom, zarzut niepoznania, a nawet odrzucenia tej miłości i utwierdzania fałszywego obrazu Ojca „strasznego” oraz „przesadnego lęku” wobec Boga i „źle pojętego szacunku”, który „nie dopuszcza zażyłości”, „jest niesprawiedliwością”, „raną zadawaną Sercu Bożemu”, „lekceważeniem ojcowskiej Miłości”. W świetle orędzi praktycznie cała ludzkość nie zna właściwie Boga, który jest „Oceanem Miłości Miłosiernej” i mówi: Pragnę, aby ludzie mnie poznali i odczuwali, że jestem blisko każdego z was.
Bóg Ojciec w tych orędziach polemizuje wprost z katolikami: Niektórzy z was mogą mi powiedzieć: […] „nasz Kościół jest doskonały!” i odpowiada: gdybyście wiedzieli, że macie Ojca, […] gdybyście znali Ojca..., to by ta miłość rozprzestrzeniła się na cały świat. Na potencjalną ripostę katolików, że „misjonarze mówią niewiernym tylko o Bogu”, odpowiada: Misjonarze mówili i mówią jeszcze o Bogu w takim wymiarze, w jakim sami mnie znają. Zapewniam was, że nie znacie Mnie takim, jaki jestem.
W części skierowanej do papieża Bóg mówi: Gdybyś wiedział, jak pragnę być znany, kochany i otaczany szczególną czcią przez ludzi! […] To dzieło powinno być pierwsze ze wszystkich, a tymczasem – z powodu lęku, jaki szatan podsunął człowiekowi – dopiero w tym czasie się dokona. Poleca też, żeby całe duchowieństwo zobowiązało się rozwijać ten kult, a przede wszystkim, by pomagało ludziom poznać Mnie takim jaki jestem i jaki zawsze będę blisko nich, to znaczy Ojcem najczulszym i najbardziej kochającym ze wszystkich ojców.

### Obietnice
Objawienia zawierają dwie wyodrębnione obietnice, „ważne na zawsze”, jedna z lipca, druga z sierpnia 1932 roku:

Wzywajcie mnie imieniem Ojca, z ufnością i miłością, a wszystko otrzymacie od tego Ojca, doznając równocześnie miłości i miłosierdzia.

Wszyscy ci, którzy wezwą mnie imieniem Ojca – choćby tylko jeden raz – nie zginą, ale pewni będą życia wiecznego razem z wybranymi.

Bóg Ojciec wyjaśnił wcześniej m.in. Nawet gdyby wasze grzechy były tak odrażające jak bagno, wasza ufność i wasza miłość pozwoli mi o nich zapomnieć do tego stopnia, że nie zostaniecie osądzeni.

### Święto Boga Ojca
Szczegółowym wezwaniem zawartym w orędziach jest, by liturgicznym ukoronowaniem kultu Boga Ojca w Kościele katolickim było osobne święto ku Jego czci. Ma ono być obchodzone 7 sierpnia, lub w pierwszą niedzielę sierpnia i uzupełnić „pewien brak”:

W świętym Kościele trzeba uzupełnić kult, oddając w szczególny sposób cześć Twórcy tej społeczności, Temu, który przyszedł, aby Kościół założyć, Temu, który jest jego duszą – Bogu w trzech Osobach: Ojcu, Synowi i Duchowi Świętemu. Dopóki Trzy Osoby nie będą czczone indywidualnie i w sposób szczególny w Kościele i w całej ludzkości, czegoś będzie brakować tej Społeczności.

Innych form pobożności objawienia te nie narzucają, polecając służenie z prostotą prawdziwych dzieci Boga, waszego Ojca. W związku z objawieniami powstało też zapowiedzianych „kilka małych modlitw”, tj. koronka i litania oraz Modlitwa matki Eugenii.

## Reakcja Kościoła

### Akceptacja

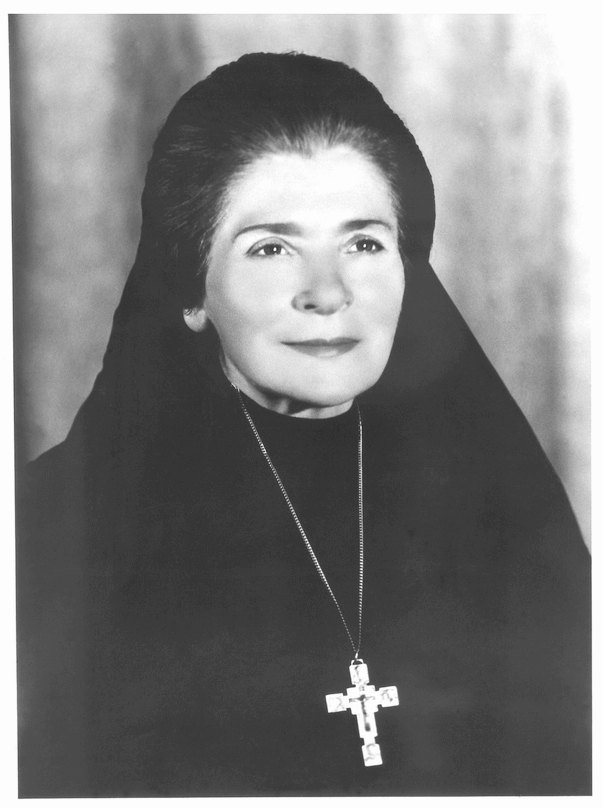
Matka Eugenia Elisabetta Ravasio

Biskup Alexandre Caillot z zainteresowaniem przyjął treść orędzi i powołał komisję teologiczną do zbadania sprawy, która prowadziła swe prace do końca 1934 roku. W jej skład wchodzili m.in.: wikariusz biskupi, ks. Émile Guerry, jezuiccy eksperci, bracia Alberto i Augusto Valencin oraz lekarze. Najpierw komisja rozstrzygnęła kontrowersyjną kwestię, czy bezpośrednie objawienia Ojca są same w sobie możliwe, zwracając też uwagę, iż w historii Kościoła nie miały miejsca tego typu prywatne objawienia, bowiem Bóg w tych ostatecznych dniach przemówił do nas przez Syna (Hbr 1, 2). Wydała opinię aprobującą, na podstawie nauczania Tomasza z Akwinu o rozróżnieniu między objawianiem się a misją Osób Trójcy Świętej.
Po otrzymaniu pozytywnych opinii odnośnie do niepodważalności cnót siostry Eugenii, zwłaszcza pokory i posłuszeństwa oraz jej zupełnego zdrowia psychicznego, w roku 1935 biskup otworzył proces kanoniczny, zmierzający do uznania objawień, trwający dziesięć lat. Po jego zamknięciu wydał oświadczenie o uznaniu „nadprzyrodzonego i Boskiego wyjaśnienia ogółu wydarzeń” oraz „wartościowej i pięknej doktryny”, stwierdzając w konkluzji:

Prosta zakonnica wezwała dusze do prawdziwego kultu Ojca, takiego jakiego uczył Jezus i jaki Kościół ustalił w liturgii.

Tymczasem w samym zgromadzeniu niemal od początku zaakceptowano i realizowano treść orędzi, za sprawą przełożonej generalnej, matki Ludwiki, m.in. przez trzy kolejne lata obchodząc święto Boga Ojca. W dniu tym, 7 sierpnia 1936 roku, s. Eugenia Ravasio została wybrana nową matką generalną, pomimo młodego wieku i stażu. Od razu zaczęła rozpowszechniać pisma i wygłaszać konferencje poświęcone Bogu Ojcu. Podczas pobytu w Rzymie biskup Alexandre Caillot otrzymał od papieża Piusa XI zgodę, by zakonnice zgromadzenia nazywane były „Córkami Ojca” .

### Zniszczenie
Rozpoczynając swą podróż misyjną, matka Eugenia przyjechała do Rzymu, aby przedstawić się prefektowi Kongregacji Rozkrzewiania Wiary, kard. Pietro Fumasoni Biondi, który niespodziewanie wydał jej „zakaz mówienia o Ojcu i obchodzenia święta ku Jego czci” oraz nakazał „likwidację wszystkich przejawów czci Ojca ustanowionych przez matkę Ludwikę”. Kardynał uzasadnił to tym, że lepiej będzie jeśli to jezuici, dominikanie, lub franciszkanie wprowadzą w Kościele ten kult. Zostanie wtedy lepiej przyjęty, niż gdyby go przedstawiła jakaś zakonnica. Wyraził zarazem wątpliwość, czy jest potrzeba tego nowego nabożeństwa?, na co m. Eugenia odparła, że nie jest aż tak nowe, gdyż przyniósł je Jezus dwa tysiące lat temu. Podczas kolejnego spotkania kard. Biondi poinformował ją, iż jakaś inna zakonnica we Włoszech również uważa, że święto Boga Ojca przypada 7 sierpnia i napisała książkę Miesiąc Ojca.
Po zakończeniu procesu diecezjalnego, w 1947 roku dokumentacja z przychylną opinią została odesłana do Rzymu. Wkrótce sama matka Eugenia została wezwana przez Święte Oficjum, które przypomniało i utrzymało w mocy zakaz mówienia o Bogu Ojcu i szerzenia Jego kultu, zabraniając jej „zachowania choćby linijki z tego, co napisała, pod karą ekskomuniki” (we wcześniejszych latach była straszona więzieniem), a nawet „o tym mówić ani spowiednikowi, ani kierownikowi duchowemu”, z którym miała zerwać kontakt (był nim Émile Guerry, wówczas biskup koadiutor archidiecezji Cambrai). Następnie została wezwana przez Kongregację Rozkrzewiania Wiary, która nakazała jej natychmiast podpisać dymisję z funkcji przełożonej generalnej .
Po kilku latach, spowiednik domu zakonnego w Palermo, w którym przebywała, kazał jej spalić kopie orędzi oraz wszystkich innych pism jej autorstwa, które nosiła ze sobą, co uczyniła. W 1952 roku arcybiskup Ernesto Ruffini nakazał jej w ciągu miesiąca opuścić zgromadzenie i założyć inne, planowane przez nią (Unitas Catholica). Później otrzymała dyspensę od ślubów i zapieczętowany list od Świętego Oficjum, który miała wręczyć ordynariuszowi diecezji, w której zamieszka. List ten, jak się okazało, zawierał zakaz utworzenia nowego zgromadzenia.

### Recepcja współczesna
Wspólnota założona po latach w Anzio przez s. Eugenię, Associazione Missionaria „Unitas in Christo ad Patrem”, przyjęła za swą duchowość synostwo Boże, aczkolwiek przez pierwsze trzy dziesięciolecia oficjalnie nie opierała się na orędziach Boga Ojca przez nią przekazanych.
Kopię orędzi zdobył w 1981 roku przyjaciel i pomocnik s. Eugenii Elisabetty Ravasio w prowadzeniu tego zgromadzenia, aż do jej śmierci w 1990 roku, kapucyn, o. Andrea D'Ascanio (1935–2021), którego kierownikiem duchowym był św. Pio z Pietrelciny. W 1982 roku przetłumaczył je na język włoski i opublikował pod tytułem Ojciec mówi do swoich dzieci. Znaczne zainteresowanie oraz łaski, o których informowali czytelnicy skłoniły go do dalszego rozpowszechniania książki, jej kolejnych wydań i przekładów na różne języki (do 2017 dwadzieścia cztery). Tłumaczenie polskie ukazało się po raz pierwszy w 1997 roku nakładem Vox Domini . Imprimatur dla włoskiej edycji udzielił w 1989 roku wikariusz generalny Państwa Watykańskiego, biskup Petrus Canisius van Lierde. O. Andrea w latach 1989–2000 wydawał też kwartalnik Bóg jest Ojcem.
Rozpowszechnianiem w świecie objawień Boga Ojca, jako zadaniem własnym, zajmuje się założone przez o. Andrea D'Ascanio, działające na pięciu kontynentach, stowarzyszenie wiernych Biała Armia oraz związana z Unitas in Christo ad Patrem, wspólnota wiernych The Friends of God the Father w Australii, a dodatkowo inne stowarzyszenia w różnych krajach. Informacje o objawieniach Boga Ojca oraz ich treść zamieszczają na swoich stronach internetowych niektóre parafie oraz różne inne witryny o tematyce katolickiej. Do rozpowszechniania idei orędzi włączył się też festiwal Sacrosong i ks. Andrzej Szpak. W 2017 roku ukazała się praca zbiorowa, będąca zbiorem referatów z sympozjów naukowo-artystycznych, które odbywały się w Polsce, związanych z propagowaniem tych objawień, pt. Stań się. Święto Boga Ojca Stworzyciela.

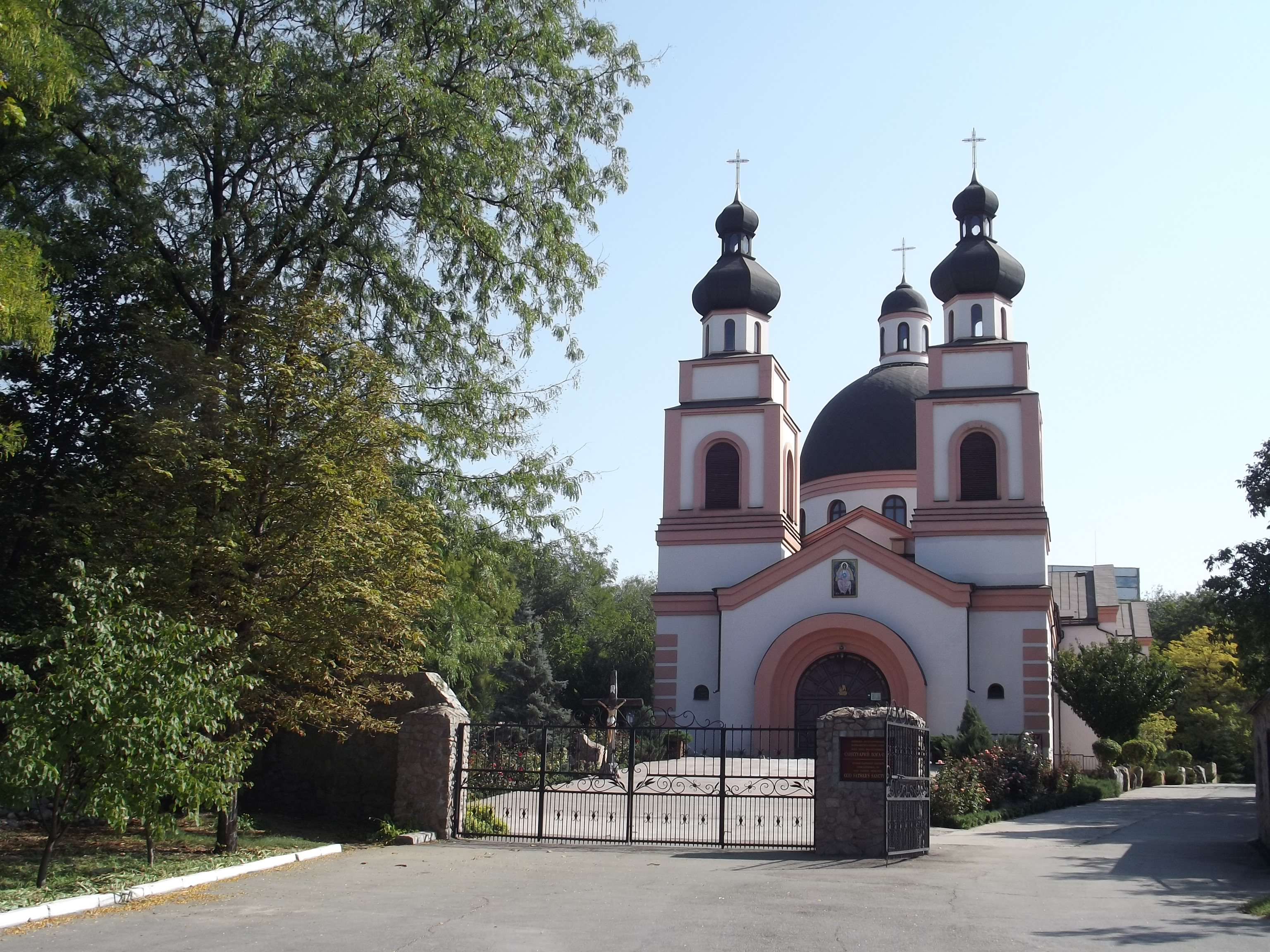
Konkatedra Boga Ojca Miłosiernego w Zaporożu

Pierwszy kościół pod wezwaniem Boga Ojca, w związku z objawieniami (istnieją wcześniejsze, np. XIX-wieczne kaplice Boga Ojca), został konsekrowany 7 sierpnia 2004 roku. Jest nim obecna konkatedra Boga Ojca Miłosiernego w Zaporożu w diecezji charkowsko-zaporoskiej, której budowa była finansowana przez Białą Armię, na prośbę biskupa diecezji Kamieńca Podolskiego, Jana Olszańskiego i proboszcza w Zaporożu, ks. Jana Sobiło, obecnie biskupa pomocniczego diecezji charkowsko-zaporoskiej. W prezbiterium znajduje się wielkich rozmiarów kopia ikony Boga Ojca. W kościele tym, mającym status sanktuarium Boga Ojca Miłosiernego, odmawiane są modlitwy związane z orędziami przekazanymi przez s. Eugenię Ravasio, wraz z modlitwami związanymi z kultem Miłosierdzia Bożego.
W Drohiczynie znajduje się kaplica Boga Ojca z podobną ikoną, w której od kilku lat odbywają się comiesięczne czuwania modlitewne, w związku z objawieniami.

## Ikona Boga Ojca
W jednym z orędzi Bóg mówi: Nie wierzcie, że jestem owym strasznym starcem, którego ludzie przedstawiają na swoich obrazach i w swoich książkach! Nie, nie, nie jestem ani „młodszy” ani „starszy” od Mego Syna i Ducha Świętego! Siostra Eugenia otrzymała wówczas wizję obrazu Ojca, jakiego ujrzała na początku pierwszego objawienia 1 lipca. Orędzie to zawiera zachętę, aby rodziny posiadały taki wizerunek, mający uświadomić im posiadanie dobrego i bliskiego Ojca, gotowego udzielać wszystkiego, o co poproszą. Z polecenia matki Ludwiki wydanego w 1935 roku, s. Eugenia zleciła anonimowemu malarzowi wykonanie obrazu według swej wizji, a więc siedzącego frontalnie Ojca o ciemnych oczach i włosach, ujętego w konwencji realistycznej, bez brody, co stało się powodem zgorszenia władz kościelnych. W związku z tym Eugenia zaleciła domalowanie ciemnego zarostu. Tak zmodyfikowany obraz został zaakceptowany przez komisję diecezjalną i umieszczony w klasztorze w Grenoble. Wizerunek ten był następnie reprodukowany w roku 1936, zaś jego kopie umieszczane w kolejnych placówkach zgromadzenia.
W następnych latach, na żądanie Watykanu, usunięto je wszystkie. Oryginał zapewne został zniszczony na polecenie któregoś z hierarchów sprzeciwiających się objawieniom. Wpierw trafił do kurii w Grenoble, ale stamtąd zniknął bez śladu. Wielokrotnie próbowano go wytropić, lecz bezskutecznie. Jako jego jedyną pozostałość, obecnie rozpowszechnia się zachowaną, czarno-białą reprodukcję drukowaną (u góry artykułu), czy też fotografię, bądź jej kopie wtórnie pokolorowane na którym Bóg Ojciec jest przedstawiony w średnim wieku, pogodny, trzymający kulę ziemską, z koroną u stóp, podobny do Chrystusa, który jest obrazem Boga niewidzialnego (Kol 1, 15).

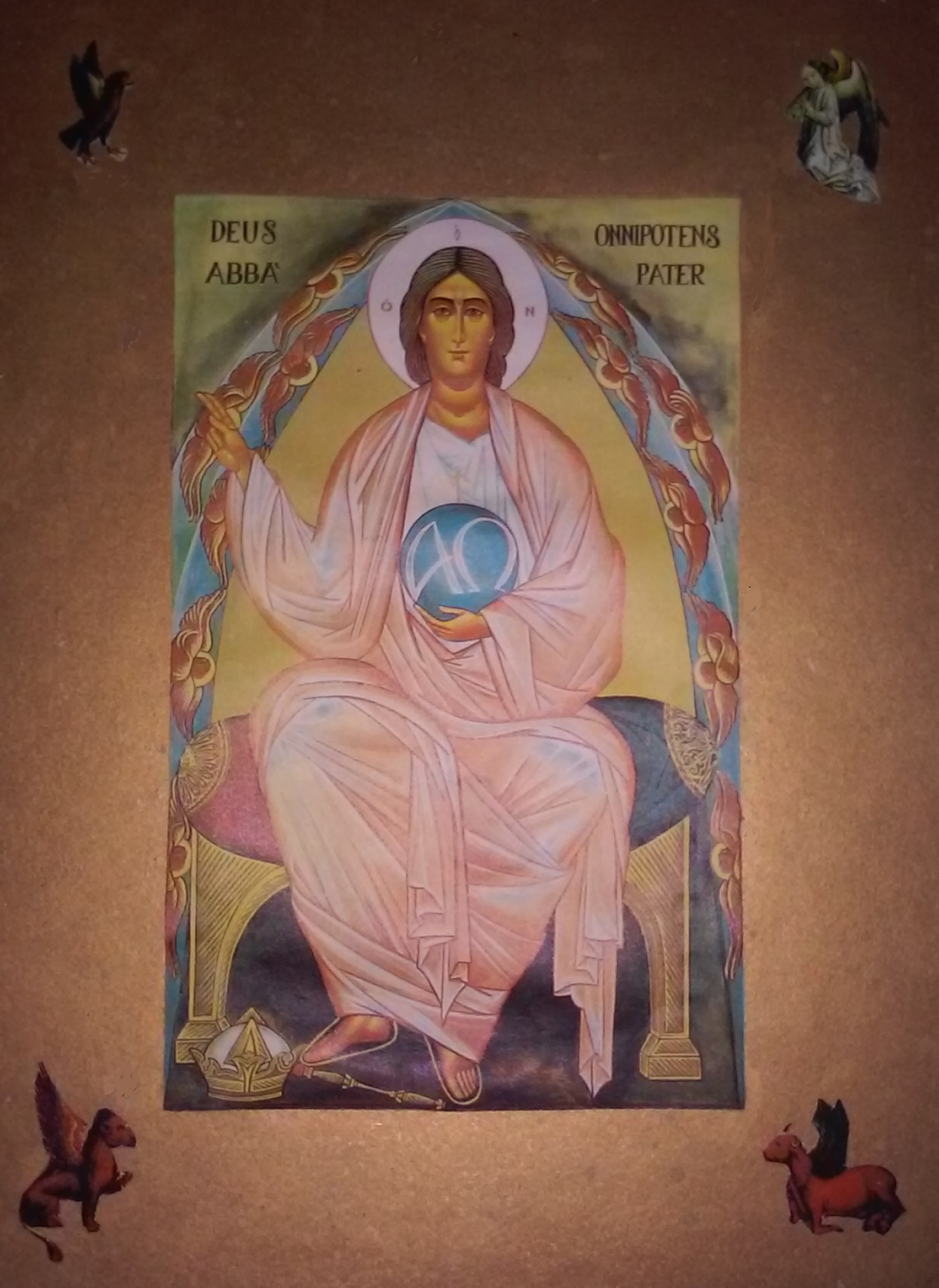
Ikona Boga Ojca propagowana wraz z orędziami przekazanymi przez s. Eugenię E. Ravasio (reprodukcja)

W 1994 roku, na zlecenie o. Andrea D'Ascanio, ikonografka Lia Gladiolo z Padwy wykonała ikonę Boga Ojca, przedstawionego jako młody mężczyzna, bez brody (co ma wyrażać wieczną młodość), z pogodnym obliczem, zasiadający na tronie, bądź ławce, w różowych szatach, trzymający kulę, z koroną i berłem u stóp (z lewej, obramowanie z Czworgiem Zwierząt jest dodatkiem autora reprodukcji). Ta właśnie ikona, od tamtego czasu, jest kopiowana i rozpowszechniana, jako „wykonana na podstawie wizji s. Eugenii”. Od początku XXI wieku umieszcza się ją także w kościołach (począwszy od konkatedry w Zaporożu). Ikona taka została poświęcona i umieszczona w sanktuarium św. Wojciecha w Bielinach.
Polska specjalistka w dziedzinie ikonografii oraz ikonologii, Zofia Bator, prezes Towarzystwa Miłośników Sztuki Sakralnej, poddała szczegółowej analizie ikonę autorstwa Lii Gladiolo. Według niej przestawienie Boga Ojca bez brody, jako młodzieńca, nie tylko odchodzi od wizji i obrazu s. Eugenii Ravasio (która już nie mogła sama ocenić wykonania), ale od kilkunastu wieków tradycji ikonograficznej, wracając do malowideł z rzymskich katakumb oraz mozaik w Ravennie. Ukazywanie Boga, jako różnego od powszechnie przyjętego wizerunku Jezusa, może być błędem antropomorfizmu. Ponadto, pomijając drugorzędne kwestie kanonów tworzenia ikon, frontalne przedstawienie hieratycznej postaci przywodzi na myśl panowanie i majestat, nie zaś, ukazaną w orędziach, bliskość i czułość, jakie lepiej wyrażają przedstawienia postaci nieco z boku. Zwraca też uwagę, iż w orędziach jest postulat, by obraz był posiadany na widocznym miejscu w domach, szpitalach i miejscach pracy, aby przypominał o miłości Ojca, a nie w kościołach, jako obiekt kultu.
Szczegółowe zastrzeżenia dr Zofii Bator wiodą do ogólnego wniosku, iż ważna treść teologiczna i duchowa istota objawień są redukowane do kolejnej praktyki dewocyjnej, skupionej na nowej ikonie, koronce i litanii „do Boga Ojca”.
Prof. Zbigniew Treppa, kierownik Zakładu Antropologii Obrazu na Uniwersytecie Gdańskim, specjalizujący się w chrześcijańskiej ikonografii, skrytykował zastrzeżenia Zofii Bator odnośnie ikony, twierdząc iż są to chybione wnioski wynikające z fałszywych przesłanek, gdyż „przyjmując stereotypowy i schematyczny model oceny dzieła malarskiego, nie wzięła pod uwagę tego, że jeden z zasadniczych nurtów tej tradycji, mający swoje źródło w zwrocie ikonicznym, jaki miał miejsce kilkaset lat temu, stał się przyczyną kryzysu obrazu w Kościele. Jego bezpośrednią przyczyną była rezygnacja z wymiaru duchowego na rzecz powierzchownego ilustratorstwa. Należałoby zadać pytanie, co powinno stanowić kryterium oceny obrazu Gladiolo: odwołanie się do nauczania Kościoła sięgającego czasów apostolskich czy powoływanie się na autorytet anachronicznej tradycji ikonograficznej?”.
Ikona Boga Ojca stanowi temat rozprawy doktorskiej Malarskie przedstawienie Boga Ojca według przesłania s. Eugenii Ravasio w kontekście tradycji ikonograficznej - studium kulturoznawcze, którą w 2020 roku obroniła dr Maria Szcześniak. Jest to trzecie opracowanie naukowe tematu, po artykułach Zofii Bator i Zbigniewa Treppy, a pierwsze tak obszerne, „ukazujące konstrukcyjny charakter obrazu, jego sytuację historyczną, sens ikonograficzny i przekaz ideowy”. Autorka wskazuje, iż zdaniem samej ikonografki „frontalne ujęcie Ojca ma oznaczać Jego pragnienie dania się poznać, zaś Jego gest błogosławieństwa oraz porzucone berło i korona świadczą o tym, że nie chce On sądzić świata, a okazać mu miłosierdzie i łaskawość. [...] Twarz Ojca wyraża spokój i siłę. Brak zarostu ma być dowodem na niepodleganie 
czasowi i procesom ciała – Ojciec jest czystym Duchem”. Lia Giadiolo przyznała też, że inspiracją takiego przedstawienia była dla niej Trójca Święta Andrieja Rublowa.
Maria Szcześniak reasumuje swą analizę ikony twierdząc, iż odsyła ona do najstarszych przedstawień Pantokratora i Maiestas Domini, podkreślających boskość i autorytet Najwyższego. „Skupia się na przedstawionej Osobie i jej ponadczasowości (brak wątków narracyjnych, umowny charakter portretowy). Wpisuje się w tradycję obrazową i odnosi do zakorzenionego w świadomości zbiorowej typu przedstawienia Boga”. Zwraca zarazem uwagę, że wizerunek ten nie jest ikoną w sense ścisłym, tj. na gruncie tradycji bizantyjskiej, wykluczającej przedstawianie Boga Ojca, lecz ma uzasadnienie w ikonograficznej tradycji bałkańskiej i ruskiej, a także zachodniej.

## Do Ojca
W części orędzia skierowanej do papieża, znajduje się polecenie: Niech kapłani poczują się zobowiązani do szukania w Piśmie Świętym tego, co powiedziałem w innych czasach – co dotąd pozostało nieznane – a odnosi się do czci, którą pragnę odbierać od ludzi. Realizacji tego zadania podjęli się członkowie komisji diecezjalnej z 1934 roku: o. Augusto Valencin SJ, który napisał książkę Radość w Ojcu  oraz ks. Émile-Maurice Guerry (1891-1969), późniejszy arcybiskup Cambrai, w 1936 roku publikujący bestseller Do Ojca (tytuł fr. Vers le Père, w niektórych edycjach z podtytułem Méditations). W ciągu pierwszych 25 lat książka miała czternaście wydań francuskich oraz została przetłumaczona na szesnaście języków. Polski przekład ukazał się w 1962 roku .
Émile Guerry porusza w niej podstawowe kwestie trynitarne oraz problemy więzi człowieka z Bogiem, zwracając m.in. uwagę, że nie należy uważać świętego człowieczeństwa Zbawiciela za ostateczny kres i zatrzymywać się na nim, z drugiej zaś strony, nie należy pomijać tego człowieczeństwa, albo umniejszać jego roli w życiu duchowym. Według niego „zgłębianie kultu Boga Ojca sprawia, że Jezus jest dla wierzącego żyjący, bardziej żywy niż kiedykolwiek”. Książka podzielona jest na 89 rozważań, a każde poprzedzone wersetem z Biblii, większość zaś zawiera osobno „podstawę doktrynalną” i „zastosowanie do życia duchowego”. W wielu miejscach wyraźnie czerpie z orędzi Boga Ojca, a czasami cytuje wprost kluczowe zdania z nich, wszakże zawsze bez podania źródła, np.:

Chwała Ojca to żeby był znany, kochany, czczony jako Ojciec.

W konkluzji książki autor streszcza istotę i cel tak rozumianego kultu Boga Ojca, jako „oddanie prawdziwej chwały Ojcu w Duchu i w Prawdzie, przez jedynego Pośrednika, jakim jest Jezus Chrystus, nasz Brat i pozwolenie Duchowi Świętemu wołać w nas: Ojcze! Ojcze!”. Stwierdza, iż:

Oddać chwałę Ojcu to najpierw znać Go jako Ojca przez wiarę takim, jakim Go nam Jezus objawił.

Jako najważniejsze owoce tego kultu wymienia pokój, radość oraz przede wszystkim wyzwolenie od duszewności:

Pierwszym owocem kultu Boga Ojca jest wyzwolenie duszy z niej samej. Jest wiele dusz zbytnio zajętych sobą! Trzeba je wyzwolić z tego tyrańskiego jarzma, jakim jest samolubne „ja”, nawet, a zwłaszcza wtedy, gdy się osłania pozorami duchowego dobra.

Książka kończy się wezwaniem, aby pojawili się apostołowie, którzy by poszli wszędzie, do wszystkich środowisk, wszystkich narodów, najdalszych ludów, poprzez całą ziemię, głosić z zapałem pierwszych Apostołów szczęście płynące z poznania, z miłości, ze służby i z wysławiania takiego Ojca.